# Bréviaire de Salisbury
Le Bréviaire dit  de Salisbury est un bréviaire à l'usage de Salisbury, enluminé à Paris vers 1424-1435 par le Maître de Bedford et son atelier pour Jean de Lancastre, duc de Bedford et complété jusque vers 1460. Il est actuellement conservé à la Bibliothèque nationale de France (Lat 17294). 

## Historique
Le manuscrit a été commandé par Jean de Lancastre, duc de Bedford et régent de France à l'époque où Paris est sous domination anglaise, ses armes apparaissant à de multiples reprises dans l'enluminure et le calendrier comprenant les anniversaires de nombreuses personnes de son entourage. Plusieurs portraits du duc sont figurés ainsi que celui de sa femme. Sur la miniature du folio 518 (Sainte Parenté), la duchesse Anne apparaît dans la lettrine, derrière un fond présentant des « n » qui est une écriture phonétique de son prénom et par ailleurs, elle se retrouve reliée par des phylactères à sa sainte patronne, par l'intermédiaire d'un ange. Par ailleurs, dans les folios 375 (fête de saint André) et 497 (fête des saintes reliques), un personnage est représenté en habit de chanoine, assis sur un banc : il pourrait s'agir d'une allusion à son admission en tant que chanoine de la cathédrale Notre-Dame de Rouen, à l'occasion d'une cérémonie pendant laquelle il était trop malade pour se tenir debout. Enfin, saint Nicolas est représenté baptisant un bébé, sans doute une allusion à Henri VI d'Angleterre, dont le duc de Bedford assure la régence et né à la saint Nicolas.

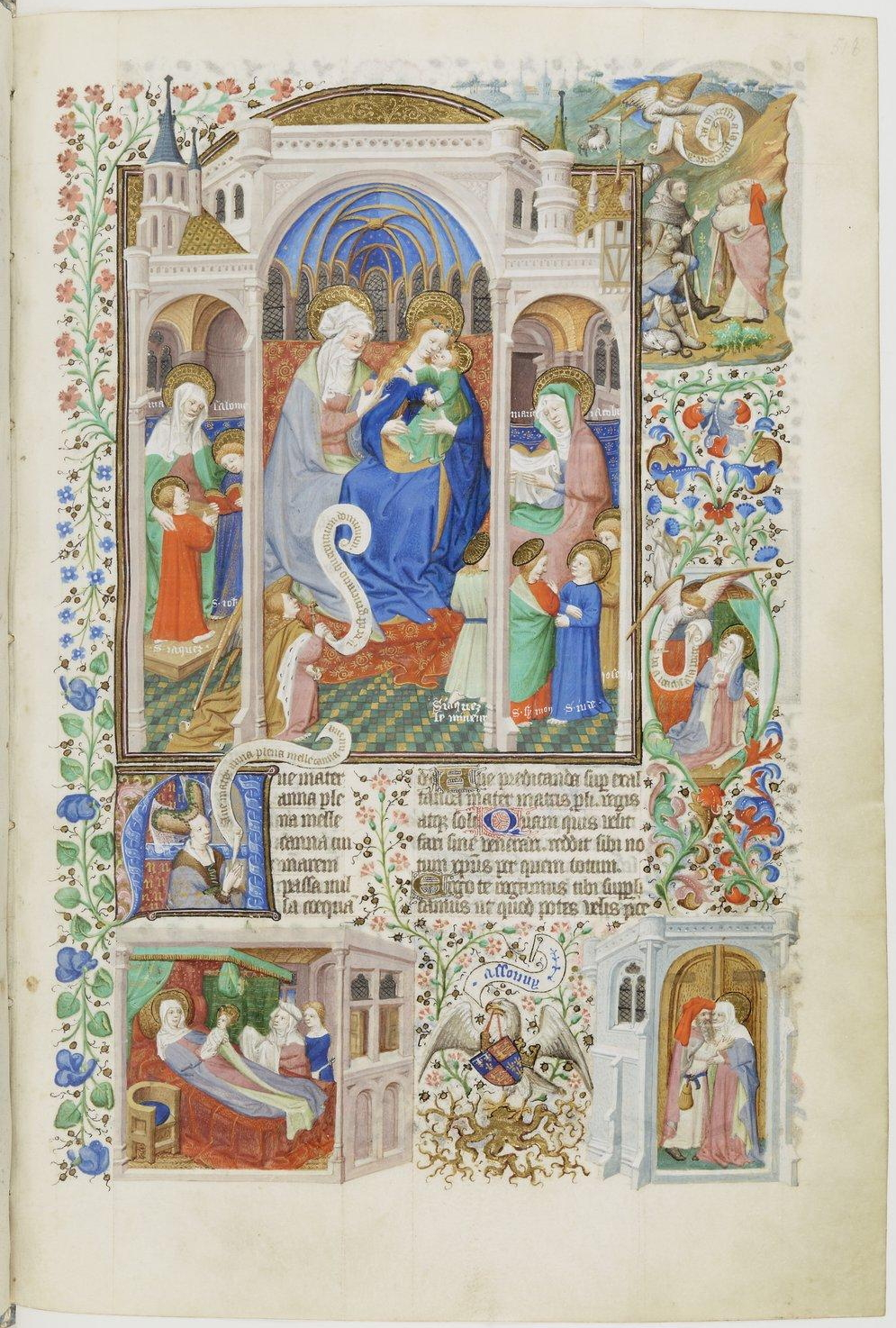
Sainte Parenté : la duchesse Anne de Bourgogne est représentée dans la lettrine
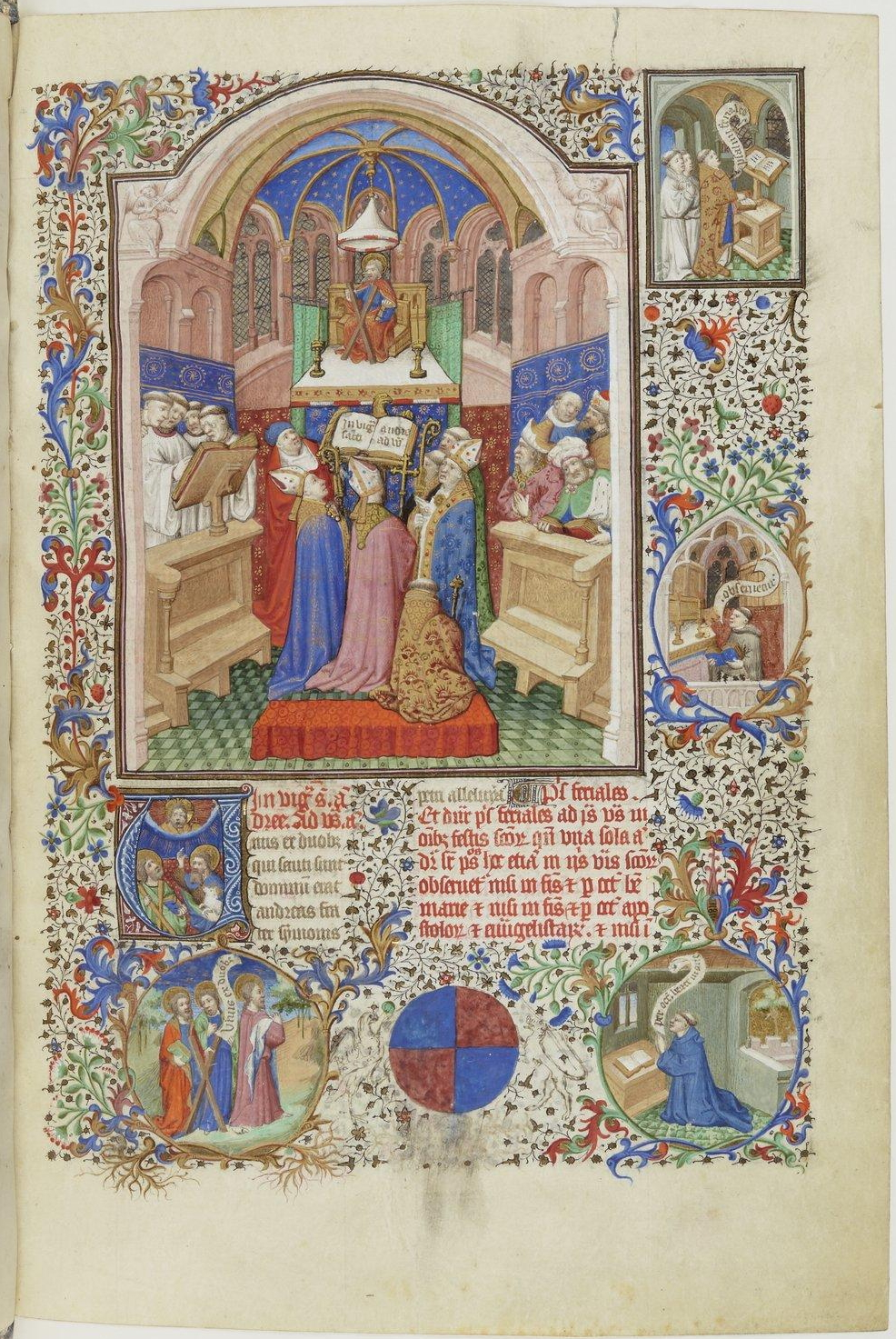
Fête de la saint André : représentation possible du duc de Bedford en chanoine
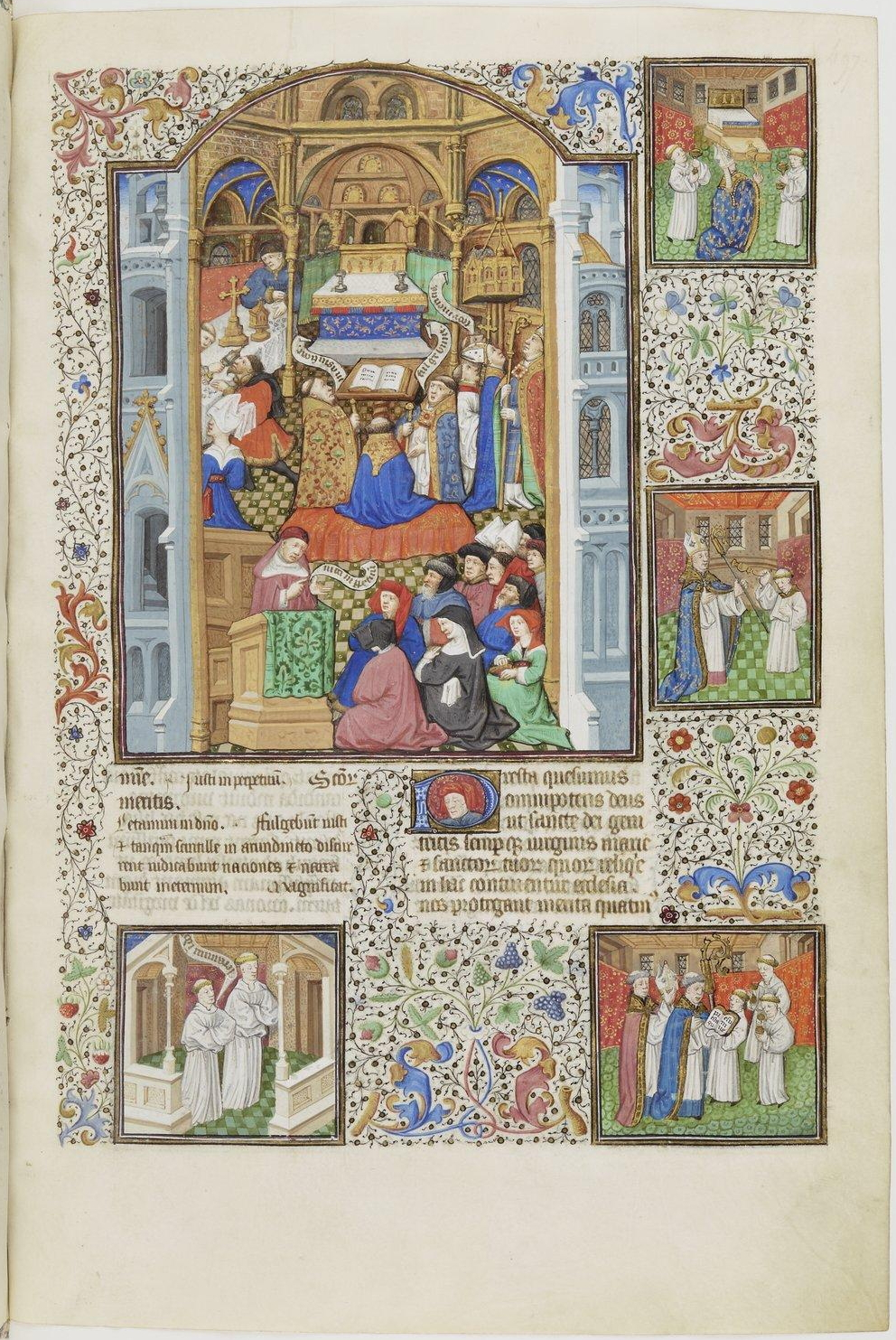
Fête des saintes reliques : représentation possible du duc de Bedford en chanoine

Le manuscrit étant inachevé, on a longtemps pensé qu'il avait été abandonné après la mort du duc en 1435. Cependant, selon l'historienne de l'art anglaise Catherine Reynolds, le style de certaines enluminures indiquent une réalisation beaucoup plus tardive, jusqu'à 1460. Le Maître de Bedford lui-même se voit attribuer seulement 5 grandes miniatures et les médaillons correspondant (f.8, 56v, 106, 278v, 518), le reste étant donné à son atelier, le maître ayant sans doute simplement défini le dessin des principales miniatures. Ce travail se poursuit jusque dans les années 1440-1450 par des continuateurs de son style,. 
D'après l'abbé Leroquais, le manuscrit a peut-être appartenu par la suite à Philippe de Morvilliers, président du Parlement de Paris, puis à son fils, Pierre de Morvilliers, garde des sceaux de France sous Louis XI. En 1625, il est donné à Camille de Neufville de Villeroy, il passe ensuite dans la bibliothèque des Jésuites de Lyon. Il appartient aux collections de Louis-César de La Baume Le Blanc de La Vallière. Quatre ans après sa mort, en 1784, il est acquis par la bibliothèque royale pour la somme de 5 000 livres.

## Description
Le bréviaire est à peu près complet : il contient un calendrier, le sanctoral, le temporal et le commun des saints. Seul le psautier est manquant, ce qui représente 120 folios environ, soit un total de 832 folios. Un tel recueil devait sans doute être conçu à l'origine pour être relié en deux tomes, séparant le temporal du sanctoral. Le bréviaire est conçu selon le rite de Sarum ou de Salisbury, qui a court le plus souvent en Angleterre à l'époque. C'est l'usage que suivent la plupart des livres liturgiques du duc de Lancastre. Toutes les pages auraient dû être ornées de 4 médaillons chacune, le tout entouré de décorations florales. Le programme d'enluminure aurait dû atteindre le nombre total de 6750 éléments picturaux, sans compter les lettrines ornées. Mais ce programme n'a jamais été achevé : c'est tout de même 4300 éléments qui ont été effectivement réalisés, essentiellement les médaillons groupés par quatre sur chaque page. On compte par ailleurs 46 grandes miniatures ainsi que de nombreuses lettrines historiées de simples têtes. 